# Saci (ave)
Tapera naevia, conhecido popularmente como saci, martim-pererê, martimpererê, matinta-pereira, matintaperera, matitaperê, peixe-frito, peito-ferido, peitica, piriguá, roceiro-planta, seco-fico, sem-fim, sede-sede, tempo-quente, crispim, fenfém, saitica e piririguá, é uma ave cuculiforme, cuculídea, típica do Brasil. Se divide em duas subespécies: a do sul e a do norte e leste do país.

## Etimologia
"Saci" é oriundo do tupi sa'si. "Martim-pererê", "martimpererê", "matinta-pereira", "matintaperera" e "matitaperê" são oriundos do termo tupi matintape're. "Peitica" é oriundo do tupi pei'tika.

## Características
Suas penas são de cor pardo-amarelada. Possui várias manchas escuras na parte superior das asas. Mede cerca de 29 centímetros e gosta de tomar banhos de sol e de terra.
O topete é avermelhado e manchado em tons claros e escuros; o peito, abdome e sobre os olhos a cor é branca. É uma ave insetívora e sua postura costuma ocorrer em ninhos alheios, da espécie do joão-teneném. Possui duas subespécies, sendo uma delas ocorrente no Norte e Leste do Brasil; outra ocorre no Sul.
A ave está presente por todo o Brasil, e está presente no México, Argentina e Bolívia.

## Subespécies
São reconhecidas duas subespécies:
- Tapera naevia naevia (Linnaeus, 1766) - ocorre no Brasil, na Argentina, na Venezuela (Ilha Margarita) e na ilha de Trinidad;
- Tapera naevia excellens (P. L. Sclater, 1858) - ocorre na porção tropical da América do Norte e América Central, do sudoeste do México até o Panamá.

## Na cultura popular
"Matinta-pereira" é citado em um verso da canção Águas de Março, de Antônio Carlos Jobim, onde também há um reprodução de seu assobio no instrumental da música. O pássaro também dá nome ao álbum Matita Peré, do mesmo compositor.